# Zuzana Licko
 (août 2024).
Si vous disposez d'ouvrages ou d'articles de référence ou si vous connaissez des sites web de qualité traitant du thème abordé ici, merci de compléter l'article en donnant les références utiles à sa vérifiabilité et en les liant à la section « Notes et références ».
Zuzana Licko (prononcé « Litchko »), née le 2 octobre 1961 à Bratislava est une créatrice de caractères américaine.

## Biographie
Originaire de Tchécoslovaquie, Zuzana Licko arrive enfant aux États-Unis en 1968. Plus tard, son père biomathématicien lui donne accès à un ordinateur. Elle y dessine ses premiers caractères, un alphabet grec. Après des études en communication visuelle à l'université de Californie à Berkeley — elle y détesta les cours de calligraphie où, gauchère, elle fut contrainte d'utiliser la main droite — elle fabrique des polices sur écran pour Adobe.
En 1984, Licko et son mari Rudy VanderLans fondent Emigre Graphics, une fonderie typographique digitale indépendante, et publient Emigre Magazine, journal qui traite de design graphique expérimental et assure la promotion de son travail. Il s'occupe plutôt du magazine, elle de la fonderie. Le succès des polices de caractères lui permet en 1989 de se consacrer uniquement à Emigre.
Le travail de Zuzana Licko s'inscrit dans un courant résolument postmoderne (David Carson et Jonathan Barnbrook (en) collaborent avec Emigre), représentatif des années 1980 et 1990.
Au milieu des années 1990, son travail devient plus érudit et plus sage. Elle produit deux ré-interprétations célèbres de polices de caractères du XVIIIe siècle : Mrs Eaves (en) basé sur le Baskerville avec de nombreuses déclinaisons de ligatures, et Filosofia sur le Bodoni. Fairplex reprend les caractères peints sur les panneaux de l'American sign.
Le créateur de caractères Matthew Carter dit de Zuzana Licko que « deux idées sont présentes derrière (son) travail : qu'au centre de toute étude sur la typographie se trouve la police de caractères ("type" NDT), pas la calligraphie ni l'Histoire ; et que la lisibilité n'est pas une qualité intrinsèque du caractère mais quelque chose acquise par l'utilisation »[réf. nécessaire].
Zuzana Licko compte parmi les créateurs de caractères les plus influents de sa génération[réf. nécessaire].

## Caractères
- Modula (1985)
- Lo-Res (1985 et 2001)
- Citizen (1986)
- Matrix (1986)
- Lunatix (1988)
- Oblong (1988)
- Senator (1988)
- Variex (1988)
- Elektrix (1989)
- Triplex (1989)
- Journal (1990)
- Tall Pack (1990)
- Totally gothic et Totally glyphic (1990)
- Narly (1993)
- Dogma (1994)
- Whirligig, pictogrammes (1994)
- Base 9 (1995)
- Base 12 (1995)
- Soda script (1995)
- Filosofia (1996)
- Mrs Eaves (en) (1996)
- Base Monospace (1997)
- Hypnopædia, pictogrammes (1997)
- Tarzana (1998)
- Solex (2000)
- Fairplex (2002)
- Puzzler, pictogrammes (2005)